# Kirra, Xanthi
Kirra este un sat din Prefectura Xanthi cu o populație în 2021 de 42 de locuitori și aflat la 15 km de Xanthi și la 2 km de Sminthi (reședința municipalității Mykli). Este construit lângă râul Kosynthos, la sud de Sminthi, la vest de Ano Kirra și din punct de vedere cultural este un sat pomac care face parte din Pomakohoria din Xanthi (ca toate celelalte sate din zonă). Conform Planului Kallikratis, se încadrează în municipalitatea Myki și, conform recensământului din 2011, are o populație de 170 de locuitori.